# Episodi di Avventure in elicottero (terza stagione)
La terza stagione della serie televisiva Avventure in elicottero (Whirlybirds) è andata in onda negli Stati Uniti dal 13 aprile 1959 al 18 gennaio 1960 in syndication.
| nº | Titolo originale      | Prima TV USA      | Titolo italiano | Prima TV Italia |
| -- | --------------------- | ----------------- | --------------- | --------------- |
| 1  | Guilty of Old Age     | 13 aprile 1959    |                 |                 |
| 2  | A Matter of Trust     | 6 aprile 1959     |                 |                 |
| 3  | Christmas in June     | 20 aprile 1959    |                 |                 |
| 4  | Till Death Do Us Part | 27 aprile 1959    |                 |                 |
| 5  | Time Limit            | 1959              |                 |                 |
| 6  | Experiment X-74       | 11 maggio 1959    |                 |                 |
| 7  | His Brother's Keeper  | 18 maggio 1959    |                 |                 |
| 8  | Obsession             | 25 maggio 1959    |                 |                 |
| 9  | The Challenge         | 1º giugno 1959    |                 |                 |
| 10 | The Big Lie           | 8 giugno 1959     |                 |                 |
| 11 | Without a Net         | 15 giugno 1959    |                 |                 |
| 12 | The Fugitive          | 22 giugno 1959    |                 |                 |
| 13 | The Perfect Crime     | 29 giugno 1959    |                 |                 |
| 14 | The Unknown Soldier   | 6 luglio 1959     |                 |                 |
| 15 | Two of a Kind         | 13 luglio 1959    |                 |                 |
| 16 | In Ways Mysterious    | 20 luglio 1959    |                 |                 |
| 17 | The Deadly Game       | 27 luglio 1959    |                 |                 |
| 18 | Bankrupt Alibi        | 3 agosto 1959     |                 |                 |
| 19 | The Black Maria       | 10 agosto 1959    |                 |                 |
| 20 | Sitting Duck          | 17 agosto 1959    |                 |                 |
| 21 | Wanted: Alive         | 24 agosto 1959    |                 |                 |
| 22 | The Deacon            | 31 agosto 1959    |                 |                 |
| 23 | Rita Ames Is Missing  | 7 settembre 1959  |                 |                 |
| 24 | Story of Mary Scott   | 14 settembre 1959 |                 |                 |
| 25 | Pink Is for Death     | 21 settembre 1959 |                 |                 |
| 26 | Star Witness          | 28 settembre 1959 |                 |                 |
| 27 | Mr. Jinx              | 5 ottobre 1959    |                 |                 |
| 28 | File 777              | 12 ottobre 1959   |                 |                 |
| 29 | Hot Cargo             | 19 ottobre 1959   |                 |                 |
| 30 | Shoot Out             | 26 ottobre 1959   |                 |                 |
| 31 | Man, You Kill Me      | 2 novembre 1959   |                 |                 |
| 32 | Dead Wrong            | 19 novembre 1959  |                 |                 |
| 33 | Four Little Indians   | 18 gennaio 1960   |                 |                 |

## Guilty of Old Age
- Prima televisiva: 13 aprile 1959

### Trama
- Guest star: Wallace Ford (capitano Morton)

## A Matter of Trust
- Prima televisiva: 6 aprile 1959

### Trama
- Guest star: Jeanette Nolan (Mrs. Dudley), Dick Kallman (Johnny), Arthur Batanides (Walt), Joseph J. Greene (Mr. Edgemont)

## Christmas in June
- Prima televisiva: 20 aprile 1959

### Trama
- Guest star:

## Till Death Do Us Part
- Prima televisiva: 27 aprile 1959

### Trama
- Guest star:

## Time Limit
- Prima televisiva: 1959

### Trama
- Guest star:

## Experiment X-74
- Prima televisiva: 11 maggio 1959

### Trama
- Guest star: Robert Brubaker (Howard Keen), Malcolm Atterbury (Conrad), Barry Russo (Charles Hogan), Vince Williams (colonnello Anderson), Michael St. Angel (George Wilton), Michael Hinn (Claude Gordon), Howard Culver (Carl Holmes), John Clarke (Frank Denson), Joseph V. Perry (Hagen)

## His Brother's Keeper
- Prima televisiva: 18 maggio 1959

### Trama
- Guest star: Ron Hagerthy (Steve), Ken Lynch (sceriffo), Wally Cassell (Ventura), Leonard Stone (Carl Green), Dave Willock (Fred), John Close (Kernan), John Zaremba (capitano Wilson)

## Obsession
- Prima televisiva: 25 maggio 1959

### Trama
- Guest star: Paul Richards (Ted Randolph), Parley Baer (Julian), J. Pat O'Malley (dottor Barrows), Angela Greene (Anne), Hope Summers (Mrs. Wagner), Herb Vigran (tenente)

## The Challenge
- Prima televisiva: 1º giugno 1959

### Trama
- Guest star: Tom Drake (dottor Clark Evans), Carl Benton Reid (dottor James Evans), Jean Howell (Dorothy), Wendy Winkelman (Penny), Robert Osborne (Anesthetist), Charlotte Knight (Cleaning Woman)

## The Big Lie
- Prima televisiva: 8 giugno 1959

### Trama
- Guest star: Terry Becker (Criminal), Robert Eyer (Billy), James Seay (preside), Rickie Sorensen (Kid), Ethel Waters (Sarah), Cece Whitney (Mrs. Frank)

## Without a Net
- Prima televisiva: 15 giugno 1959

### Trama
- Guest star: Strother Martin ('The Great Herman'), Darryl Hickman (Felix), Walter Sande (Clyde)

## The Fugitive
- Prima televisiva: 22 giugno 1959

### Trama
- Guest star:

## The Perfect Crime
- Prima televisiva: 29 giugno 1959

### Trama
- Guest star: Edgar Buchanan (Burton), Ken Lynch (sceriffo Jackson)

## The Unknown Soldier
- Prima televisiva: 6 luglio 1959

### Trama
- Guest star: Dennis Patrick (Lloyd Sandler)

## Two of a Kind
- Prima televisiva: 13 luglio 1959

### Trama
- Guest star: Patrick McVey (Larkin), Lillian Buyeff (Mrs. Taylor), Wally Brown (Fairchild), Alan Dexter (First Man), Claire Corelli (receptionist), Bill Catching (Second Man), J. Carrol Naish (Taylor)

## In Ways Mysterious
- Prima televisiva: 20 luglio 1959

### Trama
- Guest star: Mimi Gibson (Wendy), Gail Kobe (Alice), Frank Maxwell (Ken Malty), Harry Townes (reverendo Stone)

## The Deadly Game
- Prima televisiva: 27 luglio 1959

### Trama
- Guest star: Ann Doran (Zia Grace), Jolene Brand (Jackie Bryan), Val Benedict (Bob), Irving Bacon (Old Fred)

## Bankrupt Alibi
- Prima televisiva: 3 agosto 1959

### Trama
- Guest star: Roger Perry (Bob Waters), Philip Ober (Mr. Waters), Charles Lane (Larkin), Vinton Hayworth (Mr. Garland), Ann Morrison (Mrs. Eldredge), George Eldredge (Mr. Eldredge), Gregg Stewart (ufficiale)

## The Black Maria
- Prima televisiva: 10 agosto 1959

### Trama
- Guest star: Majel Barrett (infermiera), Jeanne Bates (Myrna Hackett), Sidney Clute (tenente Stone), Bruce Gordon (Tom Hackett)

## Sitting Duck
- Prima televisiva: 17 agosto 1959

### Trama
- Guest star: Charles Aidman (Bud Stringer), Frank Faylen (Denfield), Gordon Polk (Lunchroom Man), Arthur Space (sceriffo)

## Wanted: Alive
- Prima televisiva: 24 agosto 1959

### Trama
- Guest star: Stacy Harris (tenente Hurst), Wynn Pearce (Ellis), Bartlett Robinson (Raymond), Michael St. Angel (Casey), Vince Williams (sergente Miller), Robert Stevenson (King)

## The Deacon
- Prima televisiva: 31 agosto 1959

### Trama
- Guest star: Frank Ferguson (sceriffo), Lillian Bronson (Mrs. Wilkins), Nicholas Georgiade (Anders), Joe Haworth (Fleming), Michael Harris (poliziotto), Melville Cooper (Deacon Barrington)

## Rita Ames Is Missing
- Prima televisiva: 7 settembre 1959

### Trama
- Guest star: Mike Connors (Tom Grimaldi), Suzanne Lloyd (Rita Ames)

## Story of Mary Scott
- Prima televisiva: 14 settembre 1959

### Trama
- Guest star: Paul Richards (Lee Buckman)

## Pink Is for Death
- Prima televisiva: 21 settembre 1959

### Trama
- Guest star: Edgar Stehli (Amos Ambrose)

## Star Witness
- Prima televisiva: 28 settembre 1959

### Trama
- Guest star:

## Mr. Jinx
- Prima televisiva: 5 ottobre 1959

### Trama
- Guest star: Ruta Lee (Ginny), Wesley Lau (James), James Coburn (Steve Alexander), Walter Reed (Harold McMillan), Hugh Sanders (Warden)

## File 777
- Prima televisiva: 12 ottobre 1959

### Trama
- Guest star:

## Hot Cargo
- Prima televisiva: 19 ottobre 1959

### Trama
- Guest star: Trevor Bardette (Mr. Gridley)

## Shoot Out
- Prima televisiva: 26 ottobre 1959

### Trama
- Guest star: Cecil Kellaway (Cecil)

## Man, You Kill Me
- Prima televisiva: 2 novembre 1959

### Trama
- Guest star: Shecky Greene (Dizzy), Connie Hines (Cynthia), Lewis Charles (Lenny Drake), Wilton Graff (Fairchild), Fredd Wayne, Maureen Arthur, Sid Melton (tassista), Ollie O'Toole (tassista)

## Dead Wrong
- Prima televisiva: 19 novembre 1959

### Trama
- Guest star: James Franciscus (Jerry Lambert / Tom Drake), Jean Allison (Lorraine), Brett King (Mike)

## Four Little Indians
- Prima televisiva: 18 gennaio 1960

### Trama
- Guest star: Charles Aidman (Kagan), Donna Douglas (ragazza), Richard Arlen (Chris Blake), John Agar (Danny Flynn)